# Johannes Meintjes

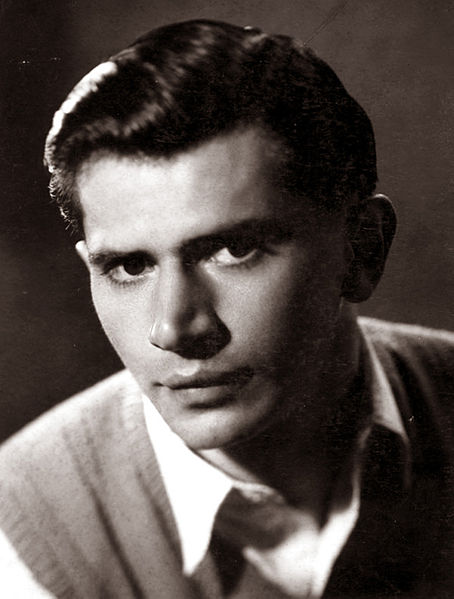

Johannes Petrus Meintjes (* 19. Mai 1923 in Riversdale; † 7. Juli 1980 in Molteno) war ein südafrikanischer Künstler, Schriftsteller und Maler.

## Leben
Meintjes wuchs auf der Farm seiner Familie in den Bergen bei Molteno (Großen Karoo) auf. Er lebte und arbeitete mehrere Jahre in Kapstadt, unterrichtete Kunst, reiste für Ausstellungen und gewann eine Reihe südafrikanischer und internationaler Preise.
1965 zog er sich nach Molteno zurück, wo er sich auf sein Schreiben konzentrierte. Er gewann danach noch mehrere Literaturpreise.
Zurück in Kapstadt mietete er ein Studio von Marie Gravett, die später den Künstler Gregoire Boonzaier heiratete. Er machte sich bereit für seine erste Ausstellung. Meintjes sagte später, dass die Kritiker von Cape konservativer seien als ihre Kollegen in Johannesburg; trotzdem wurde seine Arbeit gut aufgenommen. Finanziell war diese Ausstellung so erfolgreich, dass Meintjes nun seinen größten Wunsch verwirklichen und sein Studium im Ausland fortsetzen konnte.

## Bibliographie

### Biographie
1. Maggie Laubser. Monografie. 1944. 47 pp. HAUM. Kapstadt.
2. Anton Anreith. Sculptor 1754 – 1822. Monografie. 1951. 62 pp. Juta and Co Ltd, Kapstadt / Johannesburg.
3. Olive Schreiner: Portrait of a South African Woman. Biografie. 1965. 195 pp. Hugh Keartland Publishers, Johannesburg.
4. De la Rey – Lion of the West. Biografie. 1964. 432 pp. Hugh Keartland Publishers, Johannesburg.
5. President Steyn: A Biography. Biografie. 1969. 272 pp. Nationale Boekhandel, Kapstadt.
6. General Louis Botha: A Biography. 1970. 332 pp. Cassel, London.
7. Vader van Sy Volk: ’n Lewenskets van President MT Steyn. Biografie. 1970. 82 pp. Tafelberg-uitgevers, Kapstadt.
8. The Commandant-General (The Life and Times of Petrus Jacobus Joubert of the South African Republic: 1831 – 1900). Biografie. 1971. 220 pp. Tafelberg-uitgevers, Kapstadt.
9. President Paul Kruger: A Biography. Biografie. 1974. 295 pp. Cassel, London

### Geschichte
1. Portret van ’n Suid-Afrikaanse Dorp, deur A Lomax: Molteno 1894 – 1909. Geschiedkundig. 1964. 127 pp. Bamboesberg-Uitgevers, Molteno.
2. Stormberg: A Lost Opportunity (The Anglo Boer War in the North-Eastern Cape Colony, 1899 – 1902). Geschiedenis. 1969. 209 pp. Nationale Boekhandel, Kapstadt.
3. Sword in the Sand: The Life and Death of Gideon Scheepers. Biografie. 1969. 242 pp. Tafelberg-uitgevers, Kapstadt.
4. Sandile: The Fall of the Xhosa Nation. Biografie. 1971. 312 pp. TV Bulpin, Kapstadt.
5. The Voortrekkers: The Story of the Great Trek and the Making of South Africa. Geskiedenis. 1973. 287 pp. Cassel, London.
6. The Great Boer War. By Arthur Conan Doyle (First Edition London 1902). Anglo-Boer War Reprint Library selected and introduced by Johannes Meintjes. Herdrukt door  C. Struik. 1976. 769 pp.
7. The Anglo-Boer War 1899-1902 A Pictorial History. Geschiedenis. 1976. 192 pp. Struik, Kapstadt.
8. Die Anglo-Boere Oorlog in Beeld 1899-1902. Geschiedenis. 1976. Struik, Kapstadt.
9. With ‘Bobs’ And Kruger – Experiences And Observations Of An American War Correspondent In The Field With Both Armies. By Frederic William Unger (First Edition 1901). Anglo-Boer War Reprint Library selected and introduced by Johannes Meintjes. Herdrukt door C. Struik (Pty) Ltd in 1977. 412 pp.
10. De Boerenoorlog in Beeld 1899-1902. Geschiedenis. 1978. 192. Fibula – Van Dishoeck, Haarlem.
11. Der Burenkrieg 1899-1902. Geschichte. 1979. 190 pp. Wells, München. Verlag Wessermühl.